# Josef Chlumsky
Josef Chlumský est un phonéticien tchèque né le 23 janvier 1871 et mort le 12 mars 1939.

## Éléments biographiques
(selon Schulzová, O. (1995) Nástin vývoje fonetiky I., Univerzita Karlova, Praha [Esquisse de l’histoire de la phonétique])
Études d’allemand et de français à l’Université de Prague
1910–1914 : séjour à Paris, au laboratoire de l’Abbé Jean-Pierre Rousselot, devient son assistant et gérant du laboratoire au Collège de France
1914 : fonde un Laboratoire de phonétique « provisoire »
1920 : directeur du Laboratoire de phonétique expérimentale, nouvellement établi à la Faculté des Lettres de l’Université de Prague
1924–25 : professeur ordinaire

## Éléments bibliographiques
Auteur de 114 entrées bibliographiques, dont :
- La question du passage des sons, Revue de phonétique, 1911

- Comparaison des tracés du phonographe et du petit tambour, Revue de phonétique, 1912

- Méthodes pour obtenir le profil de la langue pendant l’articulation, Revue de phonétique, 1913

- La photographie des articulations des palais artificiels

- Le ř tchèque

- Les consonnes anglaises comparées aux consonnes françaises, 1924, Prague

- La mélodie des voyelles accentuées en tchèque et une mention de l’état en serbe et en allemand

- Česká kvantita, melodie a přízvuk [Quantité, mélodie et accent en tchèque], 1928 Prague – chef d’œuvre

## Sur Josef Chlumsky
- Mazon André, « Josef Chlumsky », Revue des études slaves 22 (1946), fascicule 1-4, pp. 300-301
- ŠTURM Pavel. The birth of an institute: A centennial jubilee of Prague’s Institute of Phonetics. Acta Universitatis Carolinae – Philologica: Phonetica Pragensia. Praha, Karolinum 2019, s. 9–26.